# Claire Spottiswoode
Claire Spottiswoode dél-afrikai születésű kutató biológus, egyetemi oktató.

## Élete
Fiatal korát Fokvárosban töltötte, egyetemi tanulmányait is a dél-afrikai főváros egyetemén folytatta, 1998 és 2001 között. Ezt követően a cambridge-i Egyetem PhD képzésében vett részt, 2002 és 2005 között, Nick Davies tanítványaként. Ezután éveken keresztül volt a Cambridge-i Egyetem ösztöndíjas kutatója, 2016-tól pedig párhuzamosan tevékenykedik Cambridge-ben és a Fitzpatrick Institute-ban.

## Kutatási területei

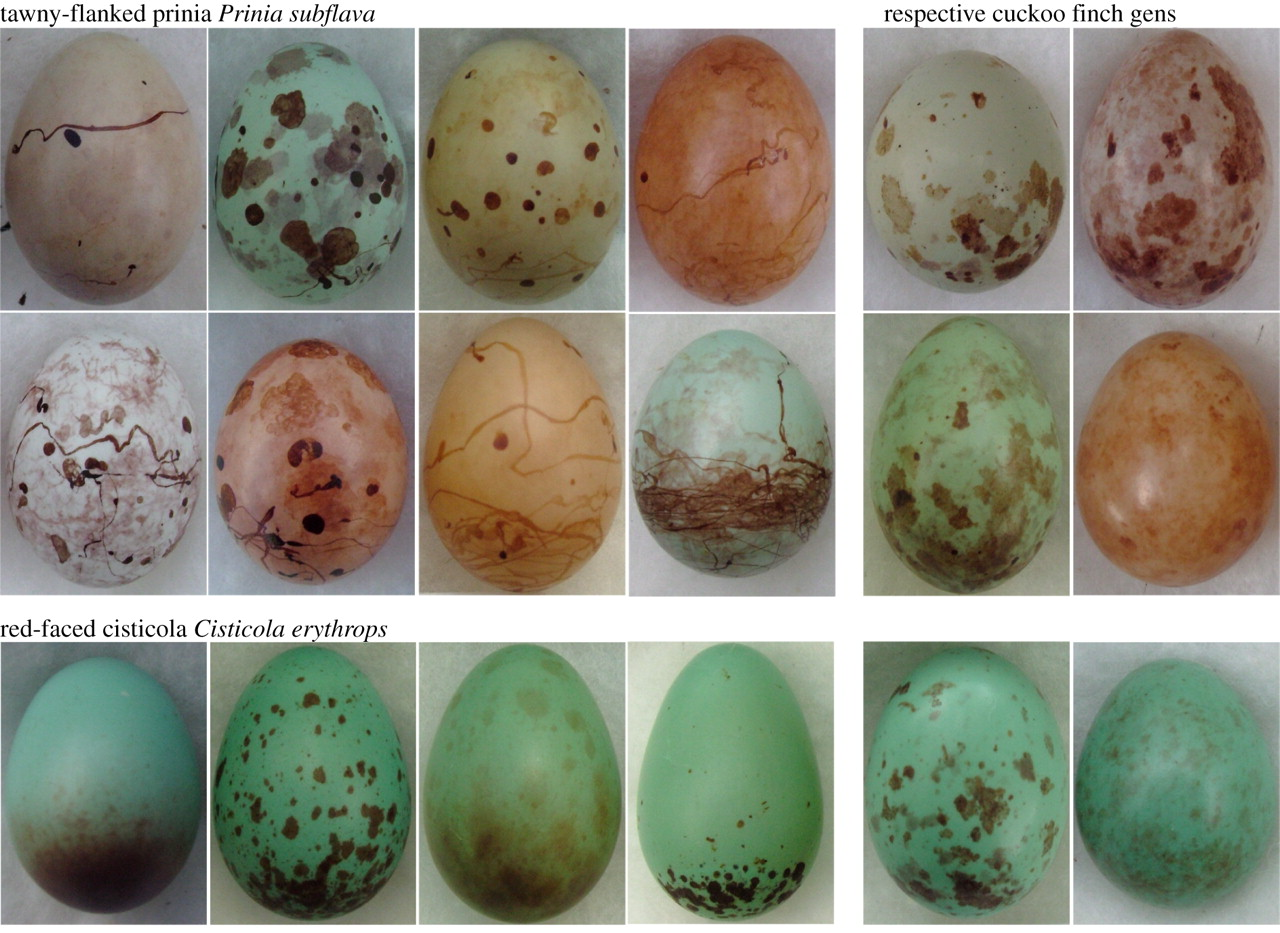
Példák tojásmimikrire. Claire Spottiswoode fotómontázsa kakukk-szövőmadarak (Anomalospiza imberbis) és gazdafajaik [halvány prínia (Prinia subflava) és vörösképű szuharbújó (Cisticola erythrops)] tojásmintázatainak összehasonlítására készült. A jobb oldalon látható parazita tojások és bal oldali, gazdafajoktól származó megfelelőik jól mutatják a tojók közti polimorfizmus mértékét. Minden tojás más fészekaljból származik (az egyes tojások nem teljesen méretarányosak). A kép forrása: Claire N. Spottiswoode, Martin Stevens. 2011. How to evade a coevolving brood parasite: egg discrimination versus egg variability as host defences. Proceedings of the Royal Society B. doi:10.1098/rspb.2011.0401

Kutatásai igen nagy részben kiterjedt terepi kutatómunkán alapulnak, folyamatosan igyekszik integrálni a terepi megfigyeléseket a populációgenetikából, ökológiából és a fajok összehasonlító elemzéseiből fakadó más megközelítésekkel. Legfőbb kutatási területeit az állatfajok közti, részben parazita jellegű, részben kölcsönösségen alapuló interakciók képezik.
Több mint egy évtizeden át kutatta munkatársaival együtt a fészekparazita madárfajok (kakukkok, mézmutató madarak és fészekparazita pintyfélék), illetve az utódaik felnevelését végző gazdafajok koevolúciós versenyét. Ezen belül egyrészt azt vizsgálták, hogy a gazdafajok hogyan és milyen védekezési módszereket dolgoznak ki a tojásaikat utánzó parazita fajok betolakodása ellen, másrészt azt, hogy milyen genetikai mechanizmusok teszik lehetővé a parazita fajok számára, hogy egyszerre alakítsanak ki speciális adaptációkat (például tojásmimikrit), és egyúttal mégis több gazdaszervezet kihasználására is képesek legyenek. Kutatásainak egyik fő helyszíne Dél-Zambia volt, ahol nagyszerű csapatot alakított ki helyi segítőkből, 2006-tól fogva; később ugyanott sok Cambridge-i és fokvárosi kollégája is részt vett a kutatásokban.
Az utóbbi években egy másik jelentős kutatási programot is vezet, ennek célja a fajok közti olyan kölcsönhatások kialakulásának, fejlődésének, ökológiájának és fenntartásának vizsgálata, amelyek kölcsönösen előnyösek a felek számára. E program keretében elsősorban az emberi mézvadászok és a mézmutató madarak közötti azon, figyelemre méltó kölcsönösséget kutatják (főként Mozambikban), amelynek során a madarak elvezetik az embert a vadméhek – számukra is csemegét jelentő, de egyedül nem kiaknázható – fészkeihez. 2017 óta ezt a projektet az Európai Kutatási Tanács kiemelten támogatja. Hasonló kutatási programban vizsgálja a Fokvárosi Egyetem egyik kutatója, Anina Coetzee egyes madármegporzású Erica fajok és a megporzó madarak kapcsolatának alakulását, Claire ebben is részt vesz.
Ornitológiai érdeklődése a fentieken túl is igen széles körű, foglalkozott például a fajok közti és fajokon belüli szociális kapcsolatokkal, a fészekálcázással, a szexuális szelekcióval, a madárvonulás kutatásával és veszélyeztetett fajok védelmével is, Afrika több országában. Rendkívül elhivatott madármegfigyelő, három – Dél-Afrikáról, illetve Etiópiáról készült – madármegfigyelési útmutatónak is szerkesztője vagy szerzője volt, Jelenleg a Biology Letters szerkesztőségének tagja, és a Cambridge-i Magdalene College vezető kutatója.

## Elismerései
- Számos tudományos kutatói ösztöndíjat nyert el a Cambridge-i Egyetemen.
- 2017-ben ő nyerte el a londoni Linné Társaság Bicentenáris emlékérmét, amelyben évente egyetlen, 40 év alatti kutató biológus részesülhet.[1]

## Művei

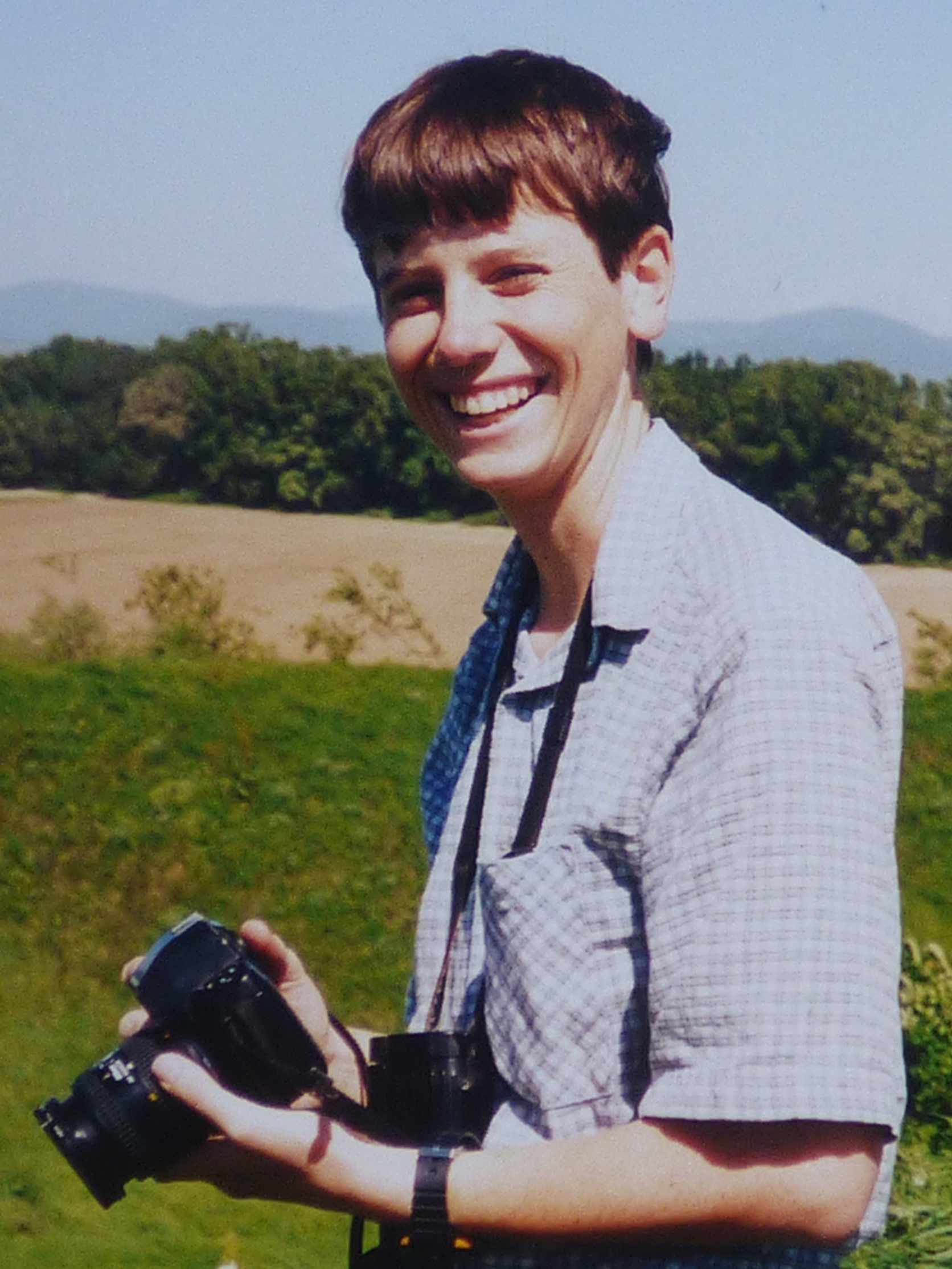
Magyarországi tanulmányúton 2001-ben, a szabolcsi földvárban

### Tudományos munkák
Fészekparaziták és gazdafajok koevolúciója
- Spottiswoode, C.N. & Busch, R. 2019 Vive la difference! Self/non-self recognition and the evolution of signature polymorphism in arms races with parasites. Philosophical Transactions of the Royal Society B 374: 20180206.
- Stoddard, M.C., Hogan, B., Stevens, M. & Spottiswoode, C.N. 2019 Higher-level pattern features provide additional information to birds when recognizing and rejecting parasitic eggs. Philosophical Transactions of the Royal Society B 374: 20180197.
- Caves, E.M., Stevens, M. & Spottiswoode, C.N. 2017. Does coevolution with a shared parasite drive hosts to partition their defences among species? Proceedings of the Royal Society of London B 284: 20170272
- Péron, G., Altwegg, R., Jamie, G.A. & Spottiswoode, C.N. 2016. Coupled range dynamics of brood parasites and their hosts responding to climate and vegetation changes. Journal of Animal Ecology 85: 1191–1199.
- Caves, E.M., Stevens, M., Iversen, E. & Spottiswoode, C.N. 2015. Hosts of brood parasites have evolved egg signatures with elevated information content. Proceedings of the Royal Society of London B 282: 20150598.
- Feeney, W.E., Troscianko, J., Langmore, N.E. & Spottiswoode, C.N. 2015. Evidence for aggressive mimicry in an adult brood parasitic bird, and generalised defences in its host. Proceedings of the Royal Society of London B 282: 2015079.
- Stevens, M., Troscianko, J. & Spottiswoode, C.N. 2013. Repeated targeting of the same hosts by a brood parasite compromises host egg rejection. Nature Communications 4: 2475.
- Spottiswoode, C.N. 2013. A brood parasite selects for its own egg traits. Biology Letters 9: 20130573.
- Spottiswoode, C.N. & Stevens, M. 2012. Host-parasite arms races and rapid changes in bird egg appearance. American Naturalist 179: 633–648.
- Spottiswoode, C.N. & Koorevaar, J. 2012. A stab in the dark: chick killing by brood parasitic honeyguides. Biology Letters 8: 241–244.
- Spottiswoode, C.N., Stryjewski, K.F., Quader, S., Colebrook-Robjent, J.F.R. & Sorenson, M.D. 2011. Ancient host-specificity within a single species of brood parasitic bird. Proceedings of the National Academy of Sciences of the USA 108: 17738–17742.
- Spottiswoode, C.N. & Stevens, M. 2011. How to evade a coevolving brood parasite: egg discrimination versus egg variability as host defences. Proceedings of the Royal Society of London B 278: 3566–3573.
- Spottiswoode, C.N. & Stevens, M. 2010. Visual modeling shows that avian host parents use multiple visual cues in rejecting parasitic eggs. Proceedings of the National Academy of Sciences of the USA 107: 8672–8676.
- Spottiswoode, C.N. 2010. The evolution of host-specific variation in cuckoo eggshell strength. Journal of Evolutionary Biology 23: 1792–1799.

Társas kapcsolatok
- Spottiswoode, C.N. 2013. Perspectives: How cooperation defeats cheats. Science 342: 1452–1453.
- van Dijk, R.E., Eising, C.M., Merrill, R.M., Karadas, F., Hatchwell B.J. & Spottiswoode, C.N. 2013. Maternal effects in the highly communal sociable weaver may exacerbate brood reduction and prepare offspring for a competitive social environment. Oecologia 171: 379–389.
- Spottiswoode, C.N. 2009. Fine-scale life-history variation in Sociable Weavers in relation to colony size. Journal of Animal Ecology 78: 504–512.
- Spottiswoode, C.N. 2008. Cooperative breeding and immunity: a comparative study of PHA response in African birds. Behavioral Ecology and Sociobiology 62: 963–974.
- Spottiswoode, C.N. 2007. Phenotypic sorting in morphology and reproductive investment among sociable weaver colonies. Oecologia 154: 589–600.

Kölcsönösség emberek és mézmutató madarak között
- Spottiswoode, C.N., Begg, K.S. & Begg, C.M. 2016. Reciprocal signaling in honey-guide-human mutualism. Science 353: 387-389.

Költöző madarak
- Sorensen, M.C., Fairhurst, G.D., Jenni-Eiermann, D., Newton, J., Yohannes, E. & Spottiswoode, C.N. 2016. Seasonal rainfall at long-term migratory staging sites is associated with altered carry-over effects in a Palearctic-African migratory bird. BMC Ecology 16: 41.
- Sorensen, M.C., Jenni-Eiermann, S. & Spottiswoode, C.N. 2016. Why do migratory birds sing on their tropical wintering grounds? American Naturalist 187: E65–E76.
- Sorensen, M.C., Asghar, M., Bensch, S., Fairhurst, G.D., Jenni-Eiermann, S. & Spottiswoode, C.N. 2016. A rare study from the wintering grounds provides insight into the costs of malaria infection for migratory birds. Journal of Avian Biology 57: 575–582.
- Spottiswoode, C.N., Tøttrup, A.P. & Coppack, T. 2006. Sexual selection predicts response of migratory birds to climate change. Proceedings of the Royal Society of London B 273: 3023–3029.
- Spottiswoode, C. & Møller, A.P. 2004. Extra-pair paternity, migration and breeding synchrony in birds. Behavioral Ecology 15: 41–57.

Fészekrejtési tevékenység
- Stevens, M., Troscianko, J., Wilson-Aggarwal, J.K. & Spottiswoode, C.N. 2017. Improvement of individual camouflage through background choice in ground-nesting birds. Nature Ecology & Evolution 1: 1325-1333.
- Troscianko, J. Wilson-Aggarwal, J., Griffiths, D., Spottiswoode, C.N. & Stevens, M. 2017. Relative advantages of dichromatic and trichromatic color vision in camouflage breaking. Behavioral Ecology 28: 556-564.
- Troscianko, J., Wilson-Aggarwal, J., Spottiswoode, C.N. & Stevens, M. 201.6 Nest covering in plovers: how modifying the visual environment influences egg camouflage. Ecology and Evolution doi: 10.1002/ece3.2494
- Wilson-Aggarwal, J., Troscianko, J., Stevens, M. & Spottiswoode, C.N. 2016. Escape distance in ground-nesting birds differs with level of individual camouflage. American Naturalist 188: 231–239.
- Troscianko, J., Wilson-Aggarwal, J., Stevens, M. & Spottiswoode, C.N. 2016. Camouflage directly predicts the survival probability of ground-nesting birds. Scientific Reports 6: 19966.

Veszélyeztetett fajok
- Spottiswoode, C.N., Fishpool, L.D.C. & Bayliss, J.L. 2016. Birds and biogeography of Mt Mecula, in Mozambique's Niassa National Reserve. Ostrich 87: 281–284
- Mills, M.S.L., Cohen, C., Francis, J.E. & Spottiswoode, C.N. 2015. A survey for the Critically Endangered Liben Lark Heteromirafra archeri in Somaliland, north-western Somalia. Ostrich 86: 291–294.
- Spottiswoode, C.N., Olsson, U., Mills, M.S.L., Cohen, C., Francis, J.E., Dagne, A., Toye, N., Hoddinott, D., Wood, C., Donald, P.F., Collar, N.J. & Alström, P. 2013. Rediscovery of a long-lost lark reveals the conspecificity of endangered Heteromirafra populations in the Horn of Africa. Journal of Ornithology 154: 813–825.
- Donald, P.F., Gedeon, K., Collar, N.J., Spottiswoode, C.N., Wondafrash, M. & Buchanan, G.M. 2012. The restricted range of the Ethiopian Bush-crow Zavattariornis stresemanni is a consequence of high reliance on modified habitats within narrow climatic limits. Journal of Ornithology 153: 1031–1044.
- Spottiswoode, C.N., Wondafrash, M, Gabremichael, M.N., Dellelegn, Y., Mwangi, M.K., Collar, N.J. & Dolman, P.M. 2009. Rangeland degradation is poised to cause Africa’s first recorded avian extinction. Animal Conservation 12: 249–257.
- Spottiswoode, C.N., Patel, I.H., Herrmann, E., Timberlake, J. & Bayliss, J. 2008. Threatened bird species on two little-known mountains (Mabu and Chiperone) in northern Mozambique. Ostrich 79: 1–7.

### Ismeretterjeszti kiadványok
- Callan Cohen, Claire Spottiswoode: Essential birding – Western South Africa. Key Routes  from Cape Town to the Kalahari. Struik Publishers Ltd., 2000. ISBN 1 86872 524 3